# Oberhöhe
Oberhöhe ist eine Ortschaft und eine Katastralgemeinde der Gemeinde Ramsau im Bezirk Lilienfeld in Niederösterreich.

## Geschichte
Laut Adressbuch von Österreich waren im Jahr 1938 in Oberhöhe zwei Landwirte mit Direktvertrieb ansässig.

## Siedlungsentwicklung
Zum Jahreswechsel 1979/1980 befanden sich in der Katastralgemeinde Oberhöhe insgesamt 7 Bauflächen mit 6.959 m² und 8 Gärten auf 28.702 m², 1989/1990 gab es 7 Bauflächen. 1999/2000 war die Zahl der Bauflächen auf 16 angewachsen und 2009/2010 bestanden 11 Gebäude auf 16 Bauflächen.

## Bodennutzung
Die Katastralgemeinde ist landwirtschaftlich geprägt. 56 Hektar wurden zum Jahreswechsel 1979/1980 landwirtschaftlich genutzt und 103 Hektar waren forstwirtschaftlich geführte Waldflächen. 1999/2000 wurde auf 37 Hektar Landwirtschaft betrieben und 123 Hektar waren als forstwirtschaftlich genutzte Flächen ausgewiesen. Ende 2018 waren 36 Hektar als landwirtschaftliche Flächen genutzt und Forstwirtschaft wurde auf 123 Hektar betrieben. Die durchschnittliche Bodenklimazahl von Oberhöhe beträgt 23,1 (Stand 2010).